# Heinrich Bürcky
Heinrich Bürcky (Frankenthal (Palts), 23 juli 1895 - aldaar, 4 augustus 1973) was een Duitse officier en Generalmajor tijdens de Tweede Wereldoorlog.

## Leven
Op 23 juli 1895 werd Heinrich Bürcky in Frankenthal (Palts) geboren. De ouders van Heinrich Bürcky waren Jacob Bürcky en zijn vrouw Elisabeth (geboortenaam Gettert). Zijn vader kwam uit Albisheim (Pfrimm), waar het gezin zich aan het begin van de 17e en 18e eeuw als doopsgezinde migranten uit Zwitserland vestigde. Jacob was een leraar aan het Karolinen-Gymnasium in Frankenthal. Heinrich Bürcky zat op de basisschool in Frankenthal, en studeerde in 1914 af aan het humanistisch gymnasium in Ludwigshafen.

### Eerste Wereldoorlog
Op 2 november 1914 trad Bürcky als Fahnenjunker drie maanden nadat de Eerste Wereldoorlog begonnen was, in dienst van het Beiers leger, en werd bij het Königlich Bayerisches 18. Infanterie-Regiment „Prinz Ludwig Ferdinand“ in Landau in der Pfalz geplaatst. Na het volgen van een Fahnenjunker-opleiding op het militair oefenterrein Döberitz, werd hij op 17 april 1915 met zijn regiment aan het Westfront ingezet. Op 2 juni 1915 werd hij bij zijn regiment tot Leutnant bevorderd. Bürcky werd eind februari 1916 naar een MG-compagnie van het Königlich Bayerisches 18. Infanterie-Regiment „Prinz Ludwig Ferdinand“ overgeplaatst. Tijdens het verdere verloop van de Eerste Wereldoorlog, werd hij als Zug- (pelotonscommandant) en Kompanieführer (compagniecommandant) ingezet. Bürcky was tijdelijk plaatsvervangend regimentsadjudant van de 6. Infanterie-Brigade.

### Interbellum
Eind mei 1919 na het einde van de oorlog, en de repatriëring naar het vaderland werd Bürcky als demobilisatieofficier naar het 6. Infanterie-Brigade gecommandeerd. Aansluitend hierop volgde zijn overname in de voorlopige Reichswehr, en zijn aanwending als commandant van de hoofdkwartier van de Reichswehr-Brigade 23. Van daaruit werd hij eind september 1920 overgeplaatst naar het Reichswehr-Infanterie-Regiment 46, en was hij vanaf 1 januari 1921 pelotonscommandant in de 12e compagnie van het 21. (Bayerisches) Infanterie-Regiment. Op 1 november 1928 werd hij tot Hauptmann bevorderd. Vanaf 24 oktober tot 10 november 1933 volgde hij een herhaling van een infanterie- en artillerieleergang op het militair oefenterrein Döberitz. Op 1 oktober 1934 werd Bürcky tot compagniecommandant in het 2e bataljon van het Infanterie-Regiment Nürnberg benoemd. Op 1 april 1935 werd hij tot Major bevorderd. In 1935 werd hij in de Wehrmacht opgenomen, en werd voor drie jaar als leraar tactiek aan de Kriegsschule Hannover (militaire school) ingezet, waarna hij op 1 januari 1938 zijn bevordering tot Oberstleutnant kreeg.

### Tweede Wereldoorlog
Op 10 november 1938 werd Bürcky tot commandant van het 2e bataljon van het 2 Infanterieregiment in de 57e Infanteriedivisie benoemd. De 57e Infanteriedivisie zat in de reserve van de Heeresgruppe Süd  (Legergroep Zuid) die aan de Poolse Veldtocht deelnam. Als Oberstleutnant werd hij op 6 februari 1940 tot commandant van het 528e Infanterieregiment in de 299. Infanterie-Division  (299e Infanteriedivisie) benoemd. Op 1 november 1940 werd Bürcky tot Oberst bevorderd. Op 1 september 1942 werd hij in het Führerreserve (OKH) geplaatst. Als Oberst werd hij tot commandant van de Fahnenjunkerschule VI in het Bohemen Milovice benoemd. Op 20 januari 1944 werd hij tot Generalmajor bevorderd. Vanaf 15 maart tot 13 oktober 1944 was Bürcky commandant van de Infanterieschulen für Fahnenjunker in Potsdam. Vanaf 13 oktober 1944 werd hij in het Führerreserve geplaatst. Vanaf 19 oktober tot 15 november 1944 volgde hij de Divisionsführerlehrgänge 15 voor divisiecommandanten in Hirschberg in het Reuzengebergte (Silezië). Hij nam op 11 december 1944 de 159. Infanterie-Division  (159e infanteriedivisie) van de Generalmajor Friedrich-Wilhelm Dernen over. De restanten van de divisie werd in de Elzas vernietigd.
Op 20 april 1945 raakte Bürcky in Amerikaans krijgsgevangenschap. Op 28 juni 1947 werd hij weer uit het krijgsgevangenschap vrijgelaten.

## Na de oorlog
Na de oorlog keerde Bürcky naar Frankenthal terug. In 1962 stond hij, in opdracht van het stadsbestuur van Frankenthal onder de leiding van de toenmalige burgemeester dr. Hahn, in voor de ontwikkeling en organisatie van civiele bescherming en luchtbescherming. Over het verdere verloop van zijn leven is niets bekend. Op 4 augustus 1973 overleed hij in Frankenthal.

## Militaire carrière
- Generalmajor: 20 januari 1944[3] (RDA vanaf 1 december 1943[11])
- Oberst: 1 november 1940[3]
- Oberstleutnant: 1 januari 1938[3]
- Major: 1 april 1935[3]
- Hauptmann: 1 november 1928[3]
- Oberleutnant: 1 januari 1924[3]
- Leutnant: 2 juni 1915[3]
- Fähnrich: 6 maart 1915[3]
- Fahnenjunker-Unteroffizier: 6 februari 1915[3]
- Fahnenjunker-Gefreiter: 26 december 1914[3]
- Fahnenjunker: 2 november 1914[3]

## Onderscheidingen

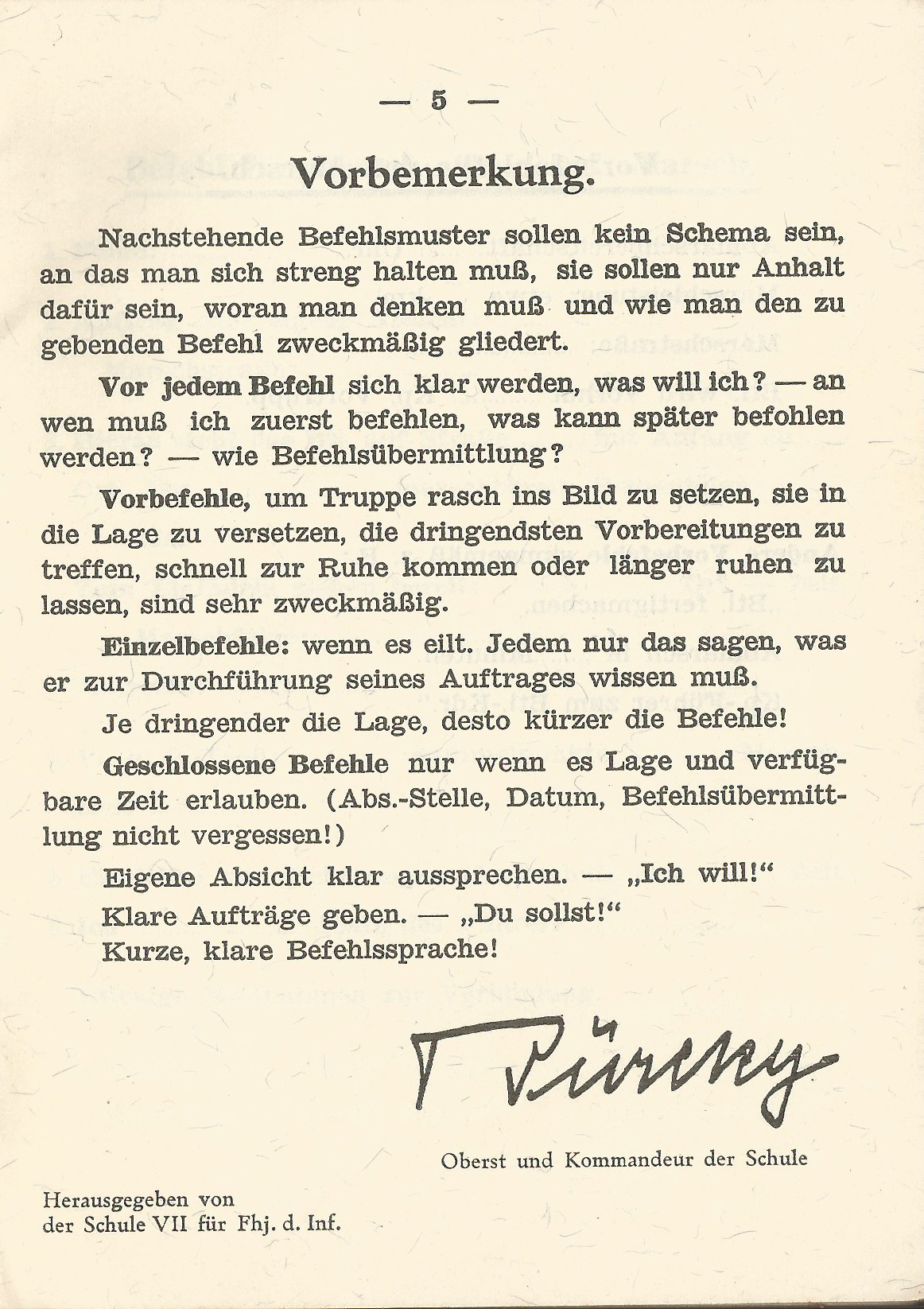
Voorwoord van het boek Befehlsbuch van Bürcky.

- Duitse Kruis in goud op 19 december 1941 als Oberst en Commandant van het 528e Infanterieregiment[3][11][12]
- Herhalingsgesp bij IJzeren Kruis 1939, 1e Klasse[3] (14 juni 1940[12]) en 2e Klasse[3] (2 oktober 1939[12])
- IJzeren Kruis 1914, 1e Klasse[3] (4 november 1917[12]) en 2e Klasse[3] (7 september 1915[12])
- Gewondeninsigne 1918 in zwart[3]
- Orde van Militaire Verdienste (Beieren), 4e Klasse met Zwaarden[3] op 5 augustus 1915[12]
- Erekruis voor Frontstrijders in de Wereldoorlog[3][12]
- Dienstonderscheiding van Leger en Marine, 1e Klasse (25 dienstjaren)[3][12]
- Medaille Winterschlacht im Osten 1941/42[3] op 3 augustus 1942[12]
- Kruis voor Oorlogsverdienste, 2e Klasse met Zwaarden op 30 januari 1944[12]

## Publicatie
- (de)  Befehlsbuch. Muster für Btl-Befehle, Herausgegeben von der Schule VII für Fhj. d. Inf. Milowitz bei Prag, Prag 1943 und 1944.